# Jag går mot döden var jag går
Jag går mot döden var jag går är en psalm författad 1734 av Hans Adolph Brorson. I Den svenska psalmboken 1986 finns en textbearbetad version av psalmen gjord 1978 och 1986 av Anders Frostenson. I Sionstoner 1935 finns en bearbetad text av Johan Olof Wallin med inledningsraden Jag går i fara, var jag går, där första versen lyder:
Jag går mot döden, vart jag går.
Min väg bland dolda skiften
må löpa jämnad eller svår,
så bär den dock till griften.
Jag har ej annat val:
igenom fröjd och kval
min gång närmar sig min bår.
Jag går mot döden, vart den går.
|  |
|  |

## Publicerad i
- 1819 års psalmbok som nr 452 under rubriken "Med avseende på de yttersta tingen: Livets korthet och dödens visshet".
- Sionstoner 1889 som nr 542
- Hemlandssånger 1891 som nr 282 under rubriken "Tron"
- Metodistkyrkans psalmbok 1896 som nr 444 under rybriken "Lifvets korthet och ovisshet"
- Musik till Frälsningsarméns sångbok 1907 som nr 415
- Svensk söndagsskolsångbok 1908 som nr 327 under rubriken "Vid graven"
- Svenska Missionsförbundets sångbok 1920 som nr 648 under rubriken "Begravning"
- Frälsningsarméns sångbok 1929 som nr 550 under rubriken "Begravning"
- Sionstoner 1935 som nr 697 med inledningsraden "Jag går i fara, var jag går" under rubriken "Uppståndelsen, domen och det eviga livet"
- 1937 års psalmbok som nr 549 under rubriken "Det kristna hoppet inför döden".
- Den svenska psalmboken 1986 som nr 619  under rubriken "Livets gåva och gräns".
- Finlandssvenska psalmboken 1986 som nr 239 under rubriken "Begravning".
- Lova Herren 1988 som nr 702 under rubriken "Det kristna hoppet inför döden".